# Сінопе (супутник)

Сінопе (грец. Σινώπη, англ. Sinope) — нерегулярний супутник Юпітера, відомий також під назвою Юпітер IX. Від 1955 до 1975 називався Гадес.

## Відкриття
Відкритий у 1915 року Сетом Барнсом Ніколсоном (англ. Seth Barnes Nicholson) з Лікської обсерваторії, що у Каліфорнії. У 1975 році отримав офіційну назву Сінопе, в честь німфи Синопи з давньогрецької міфології.

## Орбіта
Супутник проходить повний оберт навколо Юпітера на відстані приблизно 23 540 000 км за 724 діб. Орбіта має ексцентриситет 0,25°. Нахил ретроградної орбіти до локальної площини лапласа 128,1°.
Супутник належить до Групи Пасіфе, нерегулярні супутники в яких орбітають між 22,8 до 24,1 Гм від Юпітер, нахил орбіти між приблизно 144,5 до 158,3 градусів.

## Фізичні характеристики
Діаметр Сінопе приблизно 28 кілометрів. Оціночна густина 2,6 г/см³.
Супутник складається переважно з силікатних порід. Дуже темна поверхня має альбедо 0,04. Зоряна величина дорівнює 18,8 м.
Має червоний колір (Показник кольору B-V=0.84, R-V=0.46).